# Norton Utilities
Norton Utilities est une suite de logiciels utilitaires conçue pour aider à analyser, configurer, optimiser et entretenir un ordinateur. La version actuelle de Norton Utilities est Norton Utilities 16 pour Windows XP/Vista/7/8 a été publiée le 26 octobre 2012.

## Concurrents historiques
- PC Tools et MacTools de Central Point Software (en),
- Nuts & Bolts de McAfee